# Jasieniec (Sochaczew)
Jasieniec [jaˈɕeɲet͡s] est un village polonais de la gmina de Rybno dans le powiat de Sochaczew et dans la voïvodie de Mazovie.
Il est situé à environ 3 kilomètres au sud-ouest de Rybno, 10 kilomètres à l'ouest de Sochaczew et à 63 kilomètres à l'ouest de Varsovie.